# Harald Ertl

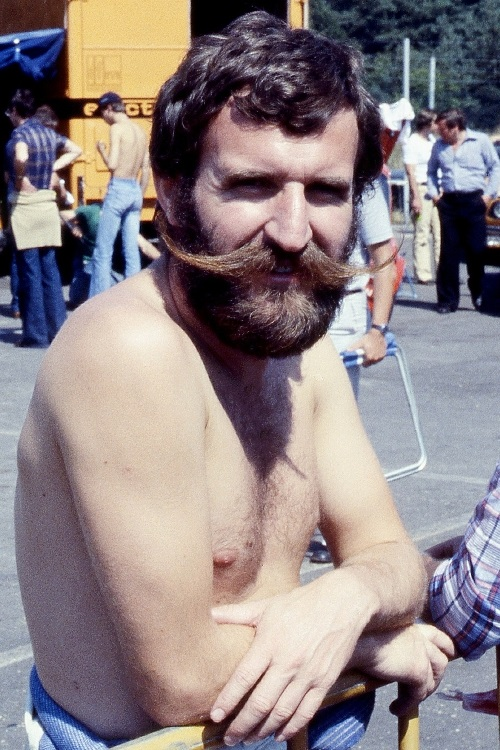
Harald Ertl 1978 in Zolder

Harald Ertl (Zell am See, 31 augustus 1948 – Gießen, 7 april 1982) was een Oostenrijkse Formule 1-coureur.
Ertl begon zijn carrière als Formule 1-coureur in 1975. Daarna reed hij tot 1978, om in 1980 terug te keren en tevens zijn laatste seizoen te rijden.
Tevens was in 1976 een van de redders (samen met de Italiaan Arturo Merzario, de Amerikaan Brett Lunger en de Brit Guy Edwards) van Niki Lauda tijdens diens grote crash op de Nürburgring.
Op 7 april 1982 kwam Ertl op 33-jarige leeftijd om het leven bij een vliegtuigongeluk.